# Ursul alb (film)
Ursul alb (în poloneză Biały niedźwiedź) este un film de război polonez din 1959, regizat de Jerzy Zarzycki⁠(d). Filmul a obținut o mențiune specială la Festivalul Internațional de Film de la Edinburgh.

## Rezumat
Acțiunea filmului are loc pe teritoriul Poloniei ocupate de germani în timpul celui de-al Doilea Război Mondial. Henryk Fogiel, un tânăr om de știință evreu, este arestat de autoritățile germane de ocupație și îmbarcat într-un tren pentru a fi transportat către un lagăr de exterminare. Reușește să evadeze pe parcursul călătoriei și intră în legătură cu un grup de partizani polonezi. Unul dintre partizani, care umbla îmbrăcat în blana unui urs alb și poza în fotografii suvenir pentru turiștii germani de la Zakopane ca să afle secrete militare și să le transmită camarazilor săi, este împușcat, iar Henryk îi ia locul și aduce astfel servicii valoroase pentru eliberarea Poloniei.
Capturat în cele din urmă de maiorul german Rudolf von Henneberg, savantul evreu riscă să fie împușcat, dar, în urma unor discuții serioase, dobândește treptat un avantaj asupra interlocutorului său și își salvează viața. Însă, în urma unei neînțelegeri, fata care încerca să-l salveze moare.

## Distribuție
- Gustaw Holoubek — Henryk Fogiel
- Stanisław Milski⁠(d) — profesorul
- Adam Pawlikowski⁠(d) — maiorul german Rudolf von Henneberg
- Teresa Tuszyńska⁠(d) — Anna, fiica profesorului
- Stanisław Mikulski⁠(d) — Michał Pawlicki
- Liliana Niwińska — Lili, partenera maiorului
- Emil Karewicz⁠(d) — căpitanul german Grimm
- Feliks Chmurkowski⁠(d) — inginerul Nowicki, un prieten al profesorului
- Edward Dobrzański⁠(d) — munteanul Józek
- Jerzy Horecki
- Mieczysław Łoza⁠(d) — membru al unei organizații clandestine
- Wojciech Turowski⁠(d) — medicul
- Wiktor Grotowicz — ofițer german (nemenționat)
- Artur Młodnicki⁠(d) — ofițer german (nemenționat)

Sursa: FilmPolski.

## Producție
Filmările au avut loc în următoarele locuri: Zakopane, Kuźnice⁠(d), Kasprowy Wierch⁠(d) (stația de telecabină).